# Kruhy pod očima

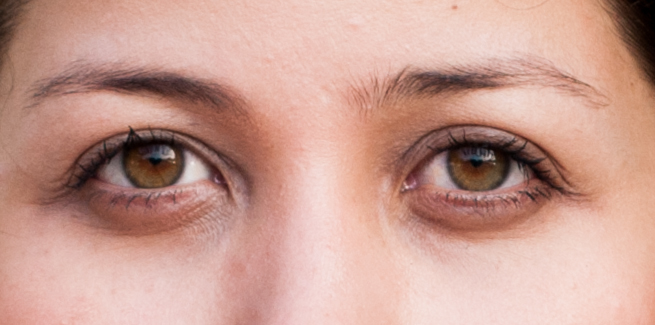
Přirozené tmavší půlkruhy pod spodním víčkem.

Kruhy pod očima jsou běžným jevem v obličeji člověka vyskytujícím se u mužů i žen. Projevují se jako tmavý pruh pod okem kopírující siluetu spodního víčka. Často jsou způsobené pouze přirozeným prosvítáním krevních cév skrz slabou vrstvu kůže v této oblasti oka. Nejsou proto ze zdravotního hlediska považovány typicky za nijak významné, na druhou stranu není o jejich možné patologii velké množství odborné literatury.
Lidově mohou být tímto termínem označovány i váčky pod očima nebo opuchnutí víček, které způsobují pod spodním víčkem vznik půlkruhového stínu. Výraznější opuchnutí oka tohoto typu může už signalizovat akutní zdravotní problém (např. alergickou reakci nebo ječné zrno).

## Tmavé kruhy pod očima
Vznik tmavého pruhu pod spodním očním víčkem je spíše kosmeticky než medicínsky významný jev. Nesignalizuje tak typicky žádný akutní zdravotní problém a je pouze přirozeným důsledkem anatomie obličeje.

### Vznik
Kruhy pod očima způsobuje více faktorů, ale primárně zodpovědná je anatomická stavba dotyčné oblasti obličeje. Kůže pod oční koulí je velmi tenká a pokud navíc ubyde množství podkožního tuku v ní, jsou pak lépe viditelné cévy v této oblasti. Právě proudící krev v nich dává oblasti pod okem tmavý odstín, někdy fialový nebo až namodralý nádech. Za vznikem nebo výraznějším projevem tmavých kruhů pod očima tak může stát úbytek váhy.
Za další významný faktor je považován vliv UV záření, které stimuluje produkci melaninu (kožního barviva) a podporuje tmavnutí kůže (tento efekt tedy sílí s věkem vlivem delšího vystavení slunečnímu záření). Dalšími původci jsou nedostatek spánku a únava, které ovlivňují proudění krve v této oblasti, stres a neurózy nebo obecně špatná životospráva (ať už nedostatek některých vitamínů a minerálů, nedostatečný pitný režim nebo kouření a další). Vznik tmavých kruhů pod očima mohou ovlivňovat i hormonální změny, např. během těhotenství.

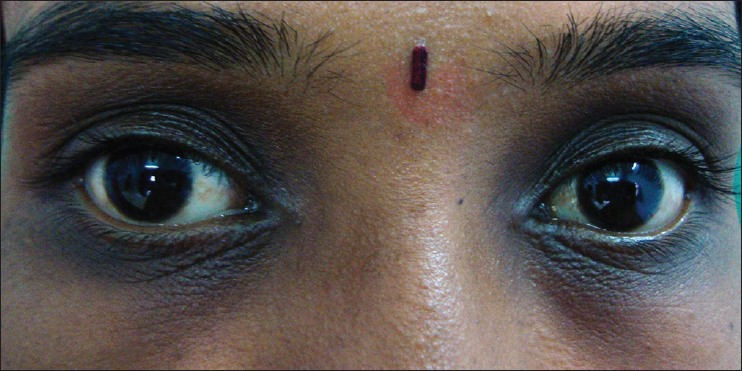
Výrazná periokulární hyperpigmentace u indické ženy.

Tmavé kruhy pod očima mohou být i pozánětlivou hyperpigmentací vznikající jako následek atopického ekzému nebo alergie vlivem častého tření a škrábání pokožky dané oblasti.
Specifickým typem kruhů pod očima je periokulární hyperpigmentace. Jde o světlé až tmavě hnědé splývající melaninové skvrny častěji se vyskytující u brunet. Mohou být pouze geneticky podmíněným znakem bez jiných příčin nebo signalizovat možnou poruchu žlučových cest či funkce štítné žlázy.

### Prevence a ošetření
Prevencí tmavých kruhů pod očima jsou dle jejich původu buď krémy chránící proti UV záření (opalovací krémy nebo make-up v kombinaci s UV protektivní složkou), kvalitní spánek a správná životospráva. Na okamžité ale pouze krátkodobé zmírnění projevů se používá chladivých obkladů, které zúží cévy v oblasti a sníží tím dočasně jejich viditelnost. Na zakrytí kruhů pod očima je pak nejvhodnější použít make-up v tzv. doplňkové barvě (na fialové kruhy žlutý, na namodralé více oranžový korektor). Mezi výraznější kosmetické zásahy s cílem odstranění kruhů pod očima patří výplně kyselinou hyaluronovou nebo laserová terapie ničící nadbytečné kožní barvivo.

## Váčky pod očima

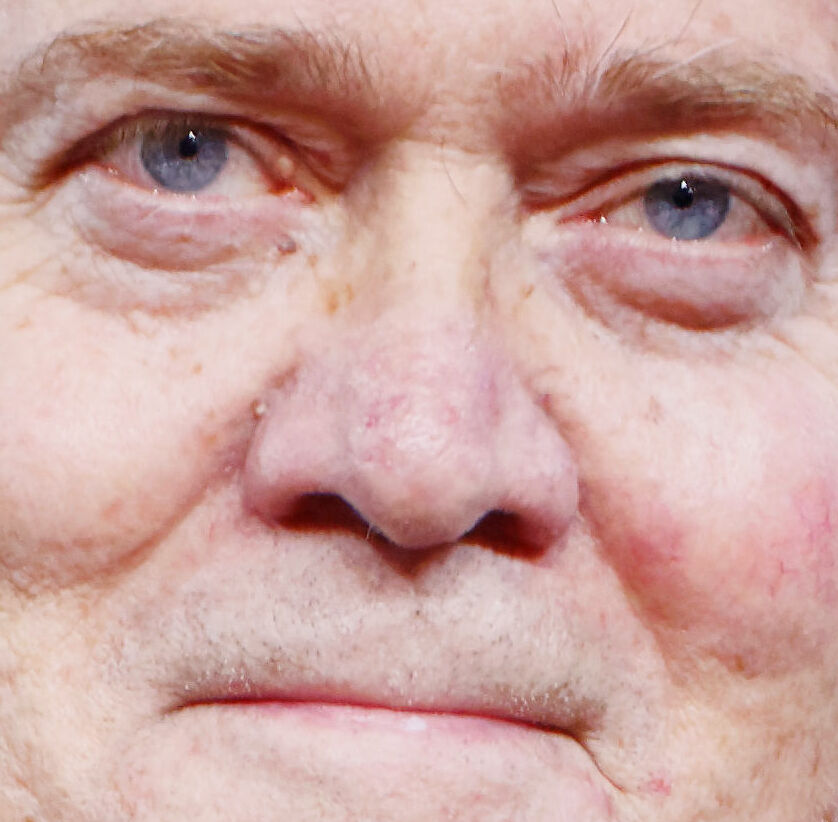
Povisnutí kůže pod očima přirozeně způsobené stárnutím pokožky.

Zatímco tmavé kruhy pod očima mohou vznikat úbytkem tukové tkáně v podkoží, přebytek tukové tkáně nebo stárnutí kůže pod okem a její povisnutí může vést ke kruhům pod očima způsobenými vznikem kožního záhybu a stínu pod ním.
Výrazné a rychle se zhoršující váčky pod očima (edéma) mohou signalizovat zdravotní problém přímo související s očima jako zánět nebo být sekundárním projevem jiné choroby jako alergie nebo atopického ekzému. Otoky očí mohou u některých lidí způsobovat i některé běžně užívané léky (např. kortikosteroidy nebo aspirin).